# Nikon
Pour les articles homonymes, voir Nikon (homonymie).
Nikon (ニコン) est un fabricant japonais d'appareils photographiques et d'optiques avec des gammes de produits dans les domaines d'équipements d'imagerie (appareils photo et caméras), d'équipements industriels de précision (scanners, steppers LCD, systèmes de lithographie), d'instruments de diagnostic (microscopes et dispositifs d'imagerie rétinienne) ainsi que des instruments de mesure industriels, lentilles ophtalmiques, jumelles, télescopes, loupes.

## Histoire
À la demande du gouvernement japonais, soucieux de la supériorité démontrée par l'armée allemande pendant la Grande Guerre dans le domaine de l'optique (lentilles pour télémètres, jumelles), Nikon est fondée le 25 juillet 1917, via la fusion de trois fabricants d'optique dominants sur le marché (Tokyo Keiki Seisaku Sho, Iwaki Glass Manufacturing et Fujii Lens Seizo Sho), avec pour stratégie la fabrication d'objectifs de qualité, notamment pour des microscopes. La société se nomme initialement Nippon Kōgaku Kōgyō (日本光学工業株式會社) (en français « optique japonaise S.A. »). Elle est rebaptisée Nikon Corporation (株式会社ニコン) en 1988, en reprenant le nom de ses appareils photo. Le nom Nikon, qui date de 1946, est une fusion de Nippon Kōgaku (日本光学, « optique japonaise ») et de la marque Ikon de Zeiss. Cela causa certains problèmes en Allemagne, car Zeiss se plaignit que Nikon empruntait sa marque déposée. Ainsi, de 1963 à 1968 le Nikon F porta le nom « Nikkor » et non plus Nikon. Le fondateur de Nikon est Koyata Iwasaki, ancien président  du groupe Mitsubishi.
Nikon se consacre d'abord à la fabrication de matériel militaire (jumelles, viseurs) et prend son essor en 1930 ; le traité de Washington de 1922 ayant limité la taille de la flotte de guerre du Japon, le ministère de la Marine décide un programme scientifique intensif pour doter chaque unité navale du summum en technologie optique (périscope, télémètre), et compenser ainsi l'avance prise par les Britanniques et les Américains en électronique. En 1935, Seiki Kogaku (qui deviendra Canon) demande à Nippon Kogaku de lui livrer des objectifs pour son appareil à télémètre, situation qui perdurera jusqu'en 1947. Pendant la Seconde Guerre mondiale, Nikon passe d'une à 19 usines de fabrication tournant à plein régime, employant près de 23 000 personnes.
Nikon se lance aussi en 1930 dans l'industrie photographique, mais cette activité reste marginale jusqu'en 1945, date à laquelle Nikon doit trouver des débouchés civils. Elle réorganise alors ses usines, sous le contrôle de l'armée américaine, pour fabriquer des verres de lunettes, en 1946, puis le premier appareil photo de marque Nikon, le 35 mm télémétrique avec objectif interchangeable qui sort en 1948.
Ce sont les reporters internationaux basés à Tokyo durant la guerre de Corée qui bâtissent la légende de la marque Nikon (notamment David Douglas Duncan équipé d'un Nikon avec un objectif au piqué supérieur et dont les photos font régulièrement la une du magazine Life), la miniaturisation des boîtiers associée à l'émergence des pellicules à haute sensibilité ayant rendu possible l'instantanéité de la prise de photo de guerre.
Nikon est un partenaire historique de la NASA (le seul avec Hasselblad), connu pour sa collaboration au programme lunaire Apollo et ses images en accéléré prises depuis la Station spatiale internationale.

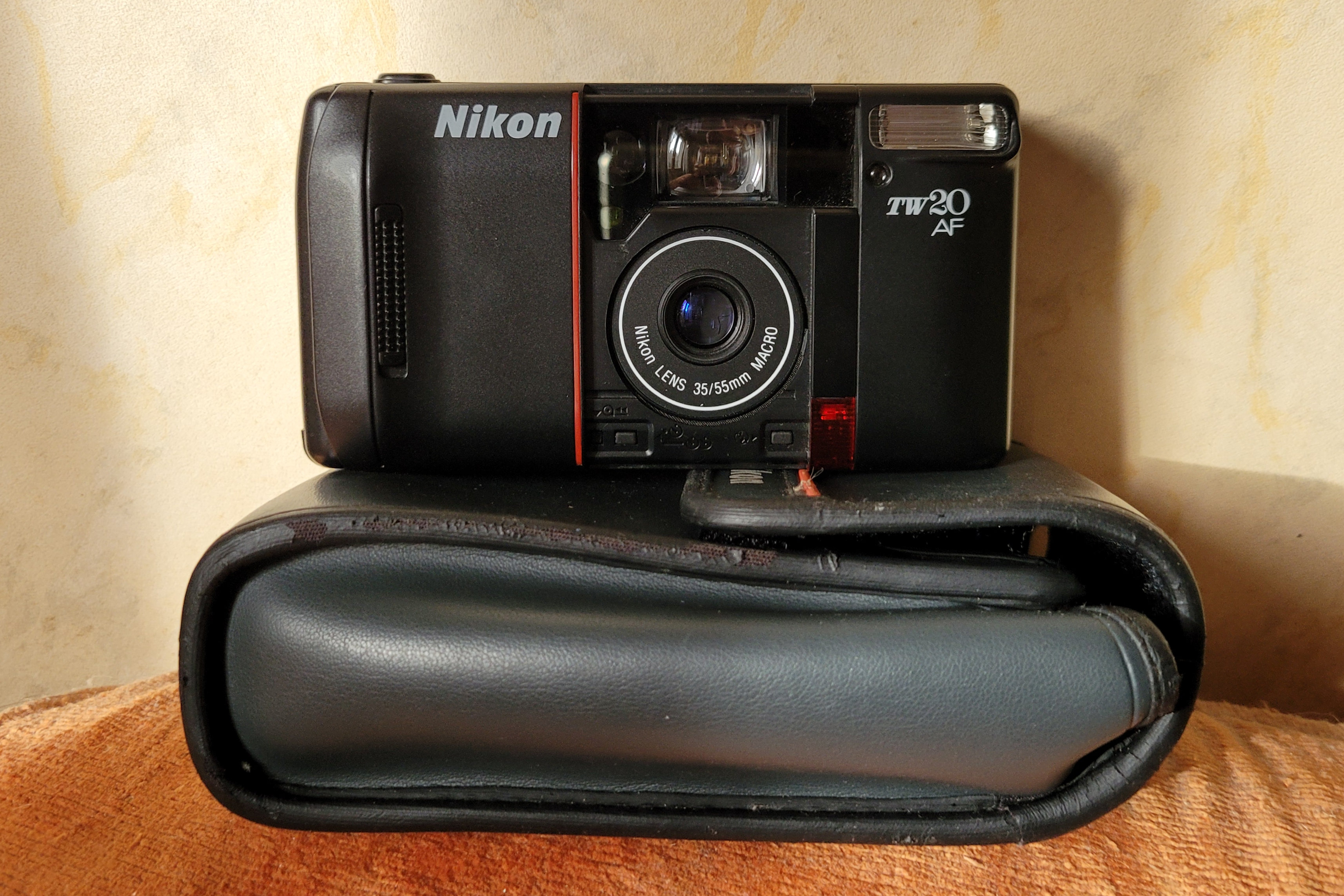
Appareil compact argentique 24x36 Nikon TW-20AF produit entre 1989 et 1992.

En 2000, Nikon crée une coentreprise avec la société française Essilor, afin de regrouper et de pérenniser ses activités dans le domaine des verres, puis des montures de lunettes.
Le 1er avril 2003, Nikon adopte un nouveau logo : un carré jaune (symbole d'une photo avec les rayons de lumière concentrés dans la focale de l'appareil photo) encadre le nom Nikon dont les lettres inclinées en typographie industrielle marquent le mouvement et symbolisent l'innovation de la marque.
Janvier 2006 marque une date dans l'histoire de Nikon et de la photographie ; la société Nikon annonce l'arrêt de la commercialisation de ses appareils photo argentiques, à l'exception d'un modèle, le F6, jusqu'à fin 2020. Il n'y a plus de boîtier argentique disponible au catalogue et Nikon se consacre désormais exclusivement au numérique.
En 2006, l'entreprise a refusé que l'on remette son prix - un appareil photo [Lequel ?]- à un adolescent cubain souffrant d'hémophilie héréditaire incurable, qui venait pourtant de remporter un concours international de dessin organisé par les Nations unies. Nikon craignait de violer l'embargo imposé depuis 1962 à Cuba par les États-Unis.
En mars 2011, l'entreprise Nikon est sensiblement touchée par les conséquences du tsunami qui frappa le Japon : le site Nikon de Sendai, lieu de production des boîtiers haut de gamme de la marque (D3x, D3s, D700), ne subit certes pas de dégâts, mais est fortement pénalisé par les coupures d'électricité et les ruptures d'approvisionnement de ses sous-traitants.
En 2011, Nikon se lance sur le marché naissant des hybrides avec la gamme Nikon 1. Le nom est issu du Nikon I, premier appareil photo commercialisé par Nikon en 1948.
En février 2015, Nikon acquiert l'entreprise britannique Optos, spécialisée dans l'optique médicale, pour 400 millions de dollars.
À l'heure actuelle[Quand ?], les produits Nikon couvrent toute la gamme des technologies optiques, du microscope au télescope. Le principal produit du groupe est le IC stepper, machine de très haute précision utilisée pour la fabrication des microprocesseurs. Puis viennent les appareils et objectifs photographiques, avec la gamme d'optiques Nikkor, les reflex argentiques de la gamme F, les reflex numériques de la gamme D (pour Digital) et les compacts de la gamme Coolpix. La troisième activité est l'optique avec les verres, montures, et les appareils de diagnostic (réfracteur Remote Vision, auto-réfractomètre Speedy-K…).
En mai 2017, Nikon dévoile des résultats annuels dans le rouge pour la première fois depuis la crise économique mondiale des années 2008 et suivantes : perte nette de 7,1 milliards de yens (54 millions d'euros), avec un recul de 9 % de son chiffre d'affaires.
En 2018, Nikon réoriente sa vision de l’hybrides vers le plein format avec la gamme Z et abandonne la gamme Nikon 1,.

### Liste des boîtiers reflex argentiques Nikon
|               | Mise au point manuelle | Mise au point manuelle | Mise au point manuelle | Mise au point manuelle | Mise au point manuelle | Autofocus | Autofocus      | Autofocus       | Autofocus |
| Professionnel | Milieu de gamme        | Milieu de gamme        | Entrée de gamme        | Entrée de gamme        | Professionnel          | Semi-pro  | Amateur averti | Entrée de gamme |           |
| ------------- | ---------------------- | ---------------------- | ---------------------- | ---------------------- | ---------------------- | --------- | -------------- | --------------- | --------- |
| 1959          | F                      |                        |                        |                        |                        |           |                |                 |           |
| 1960          | F                      | Nikkorex               | Nikkorex               |                        |                        |           |                |                 |           |
| 1961          | F                      | Nikkorex               | Nikkorex               |                        |                        |           |                |                 |           |
| 1962          | F                      | Nikkorex               | Nikkorex               |                        |                        |           |                |                 |           |
| 1963          | F                      | Nikkorex               | Nikkorex               |                        |                        |           |                |                 |           |
| 1964          | F                      | Nikkorex               | Nikkorex               |                        |                        |           |                |                 |           |
| 1965          | F                      | Nikkormat FT           |                        |                        |                        |           |                |                 |           |
| 1966          | F                      | Nikkormat FT           |                        |                        |                        |           |                |                 |           |
| 1967          | F                      | Nikkormat FT           |                        |                        |                        |           |                |                 |           |
| 1968          | F                      | Nikkormat FT           |                        |                        |                        |           |                |                 |           |
| 1969          | F                      | Nikkormat FT           |                        |                        |                        |           |                |                 |           |
| 1970          | F                      | Nikkormat FT           |                        |                        |                        |           |                |                 |           |
| 1971          | F2                     | Nikkormat FT           |                        |                        |                        |           |                |                 |           |
| 1972          | F2                     | Nikkormat FT           | Nikkormat EL           |                        |                        |           |                |                 |           |
| 1973          | F2                     | Nikkormat FT           | Nikkormat EL           |                        |                        |           |                |                 |           |
| 1974          | F2                     | Nikkormat FT           | Nikkormat EL           |                        |                        |           |                |                 |           |
| 1975          | F2                     | Nikkormat FT           | Nikkormat EL           |                        |                        |           |                |                 |           |
| 1976          | F2                     | Nikkormat FT           | Nikkormat EL           |                        |                        |           |                |                 |           |
| 1977          | F2                     | FM                     | EL2                    |                        |                        |           |                |                 |           |
| 1978          | F2                     | FM                     | FE                     |                        |                        |           |                |                 |           |
| 1979          | F2                     | FM                     | FE                     | EM                     | EM                     |           |                |                 |           |
| 1980          | F3                     | FM                     | FE                     | EM                     | EM                     |           |                |                 |           |
| 1981          | F3                     | FM                     | FE                     | EM                     | EM                     |           |                |                 |           |
| 1982          | F3                     | FM2                    | FE                     | FG                     |                        |           |                |                 |           |
| 1983          | F3                     | FM2                    | FE2, FA                | FG                     | F3-AF                  |           |                |                 |           |
| 1984          | F3                     | FM2n                   | FE2, FA                | FG                     | F3-AF                  | FG-20     |                |                 |           |
| 1985          | F3                     | FM2n                   | FE2, FA                | FG                     | F3-AF                  | F-301     |                |                 |           |
| 1986          | F3                     | FM2n                   | FE2, FA                |                        | F3-AF                  | F-301     | F-501          | F-501           | F-501     |
| 1987          | F3                     | FM2n                   |                        |                        | F3-AF                  | F-301     | F-401          |                 |           |
| 1988          | F3                     | FM2n                   |                        | F4                     | F-801                  |           | F-401          |                 |           |
| 1989          | F3                     | FM2n                   |                        | F4                     | F-801                  |           | F-401          |                 |           |
| 1990          | F3                     | FM2n                   | F-601m                 | F-601m                 | F-801                  | F-601     | F-401          |                 |           |
| 1991          | F3                     | FM2n                   | F-601m                 | F-601m                 | F-801                  | F-601     | F-401          |                 |           |
| 1992          | F3                     | FM2n                   | F-601m                 | F-601m                 | F90                    | F-601     | F-401          |                 |           |
| 1993          | F3                     | FM2n                   | F-601m                 | F-601m                 | F90                    | F-601     | F-401          |                 |           |
| 1994          | F3                     | FM2n                   |                        |                        | F90X                   | F70       | F50            |                 |           |
| 1995          | F3                     | FM2n                   | FM10                   |                        | F90X                   | F70       | F50            |                 |           |
| 1996          | F3                     | FM2n                   | FM10                   | F5                     | F90X                   | F70       | F50            |                 |           |
| 1997          | F3                     | FM2n                   | FM10                   | F5                     | F90X                   | F70       | F50            | FE10            |           |
| 1998          | F3                     | FM2n                   | FM10                   | F5                     | F90X                   | F70       | F50            | FE10            |           |
| 1999          | F3                     | FM2n                   | FM10                   | F5                     | F100                   | F70       | F60            | FE10            |           |
| 2000          | F3                     | FM2n                   | FM10                   | F5                     | F100                   | F80       | F60            | FE10            |           |
| 2001          | F3                     | FM3A                   | FM10                   | F5                     | F100                   | F80       | F65            | FE10            |           |
| 2002          |                        | FM3A                   | FM10                   | F5                     | F100                   | F80       | F55            | FE10            |           |
| 2003          | F75                    | FM3A                   | FM10                   | F5                     | F100                   | F80       |                | FE10            |           |
| 2004          | F75                    | FM3A                   | FM10                   | F6                     | F100                   | F80       |                | FE10            |           |
| 2005          | F75                    | FM3A                   | FM10                   | F6                     | F100                   | F80       |                | FE10            |           |
| 2006          | F75                    | FM3A                   | FM10                   | F6                     | F100                   | F80       |                | FE10            |           |
| 2007          |                        |                        |                        | F6                     |                        |           |                |                 |           |
| 2008          |                        |                        |                        | F6                     |                        |           |                |                 |           |
| 2009          |                        |                        |                        | F6                     |                        |           |                |                 |           |
| 2010          |                        |                        |                        | F6                     |                        |           |                |                 |           |
| 2011          |                        |                        |                        | F6                     |                        |           |                |                 |           |
| 2012          |                        |                        |                        | F6                     |                        |           |                |                 |           |
| 2014          |                        |                        |                        | F6                     |                        |           |                |                 |           |
| 2015          |                        |                        |                        | F6                     |                        |           |                |                 |           |
| 2016          |                        |                        |                        | F6                     |                        |           |                |                 |           |
| 2017          |                        |                        |                        | F6                     |                        |           |                |                 |           |
| 2018          |                        |                        |                        | F6                     |                        |           |                |                 |           |
| 2019          |                        |                        |                        | F6                     |                        |           |                |                 |           |
| 2020          |                        |                        |                        | F6                     |                        |           |                |                 |           |

### Liste des boîtiers hybrides Nikon

#### Nikon Z
- Nikon Z9
- Nikon Z8
- Nikon Z7 (et Z7 II)
- Nikon Z6 (et Z6 II et Z6 III)
- Nikon Zf
- Nikon Z5 (et Z5 II)
- Nikon Z50 (et Z50 II)
- Nikon Z30
- Nikon Zfc

### Les modèles remarquables

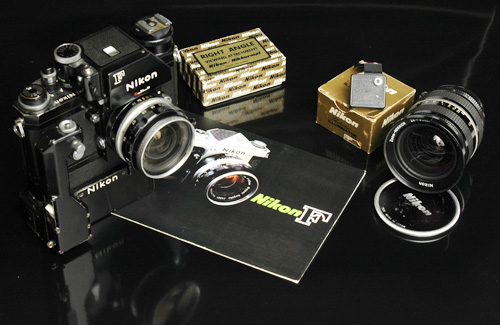
Un Nikon F.

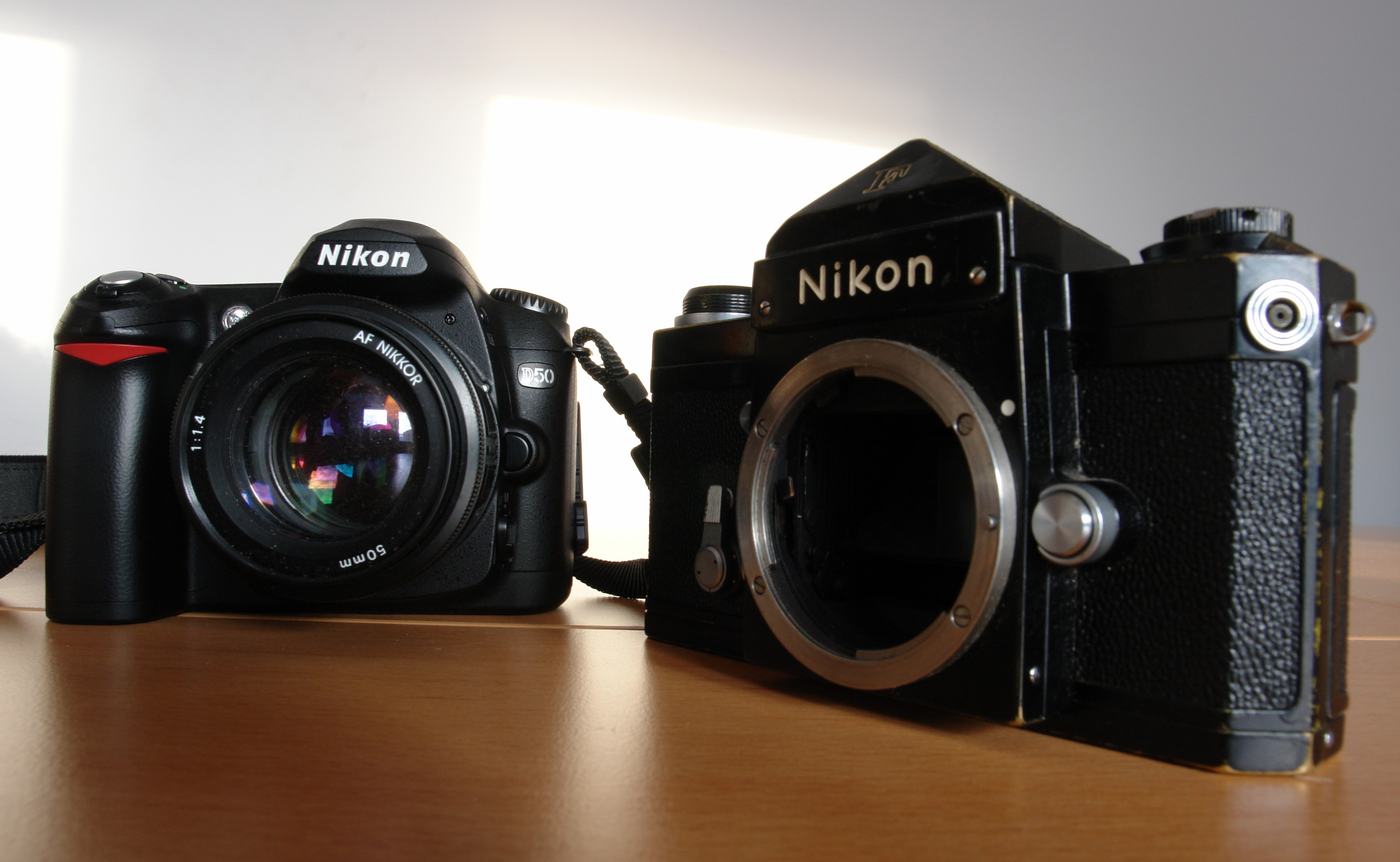
Nikon D50 numérique de 2005 (à gauche) et Nikon F de 1959 (à droite).

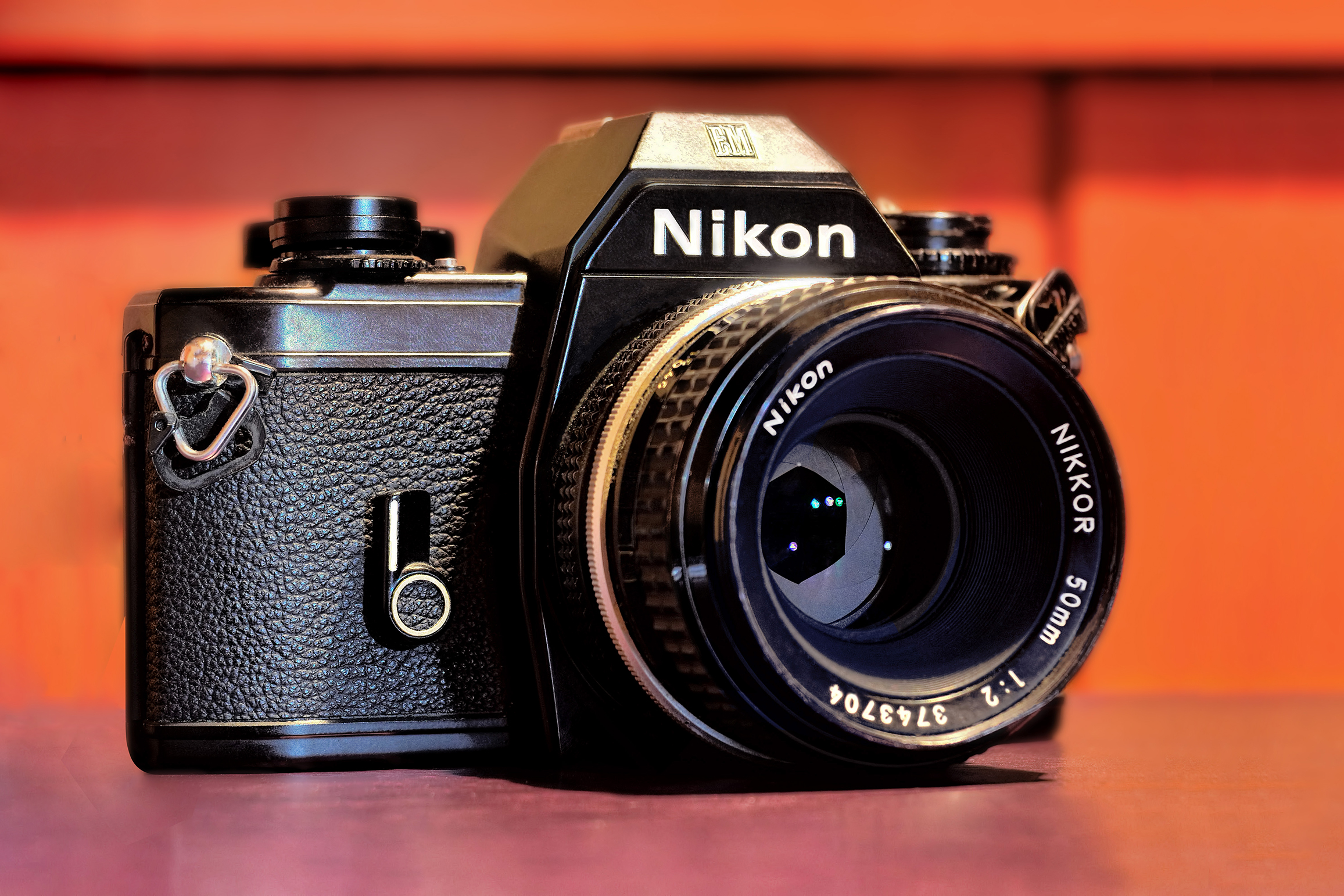
Nikon EM avec nikkor 50mm f/2.

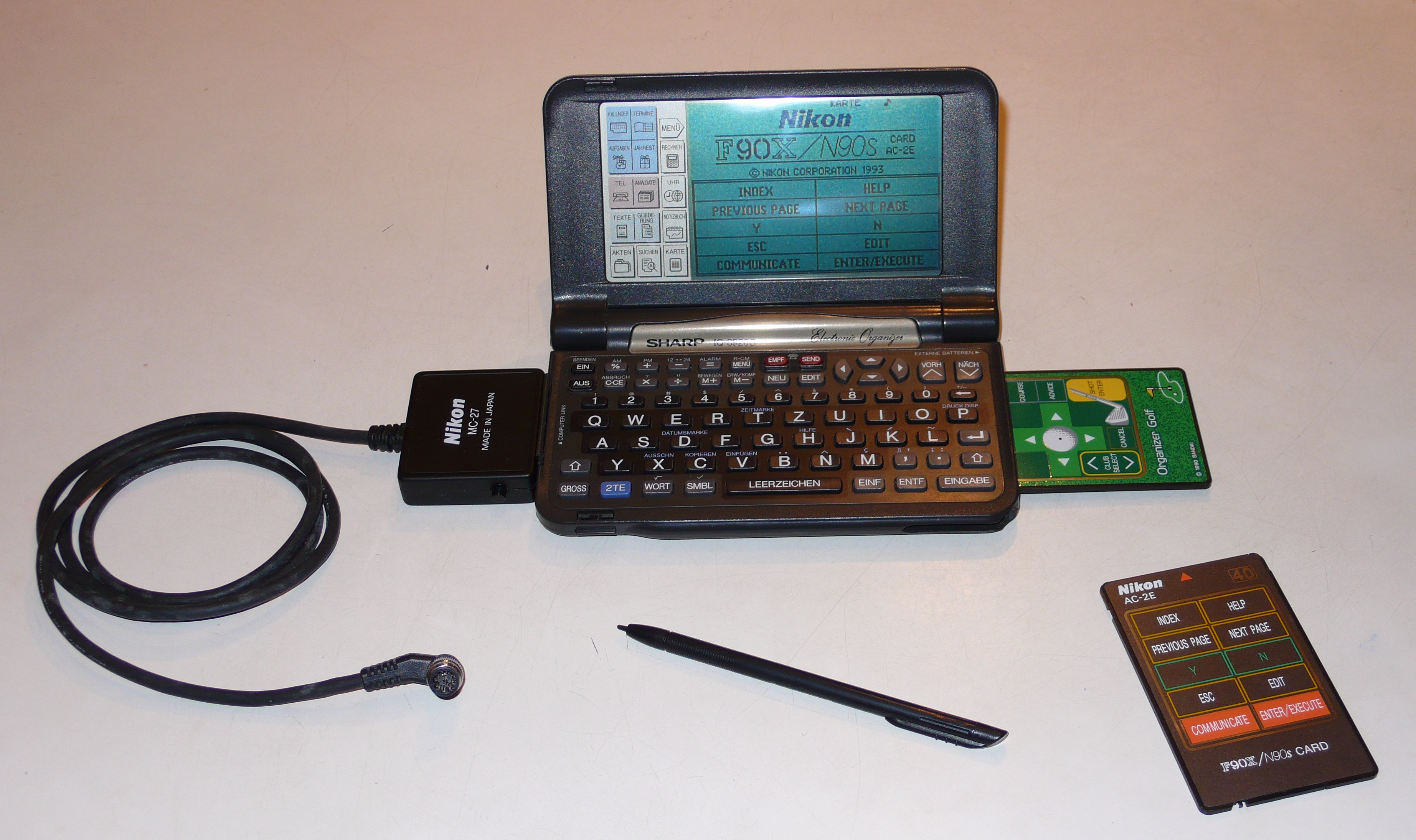
Nikon AC-2E Data Link System (1993).

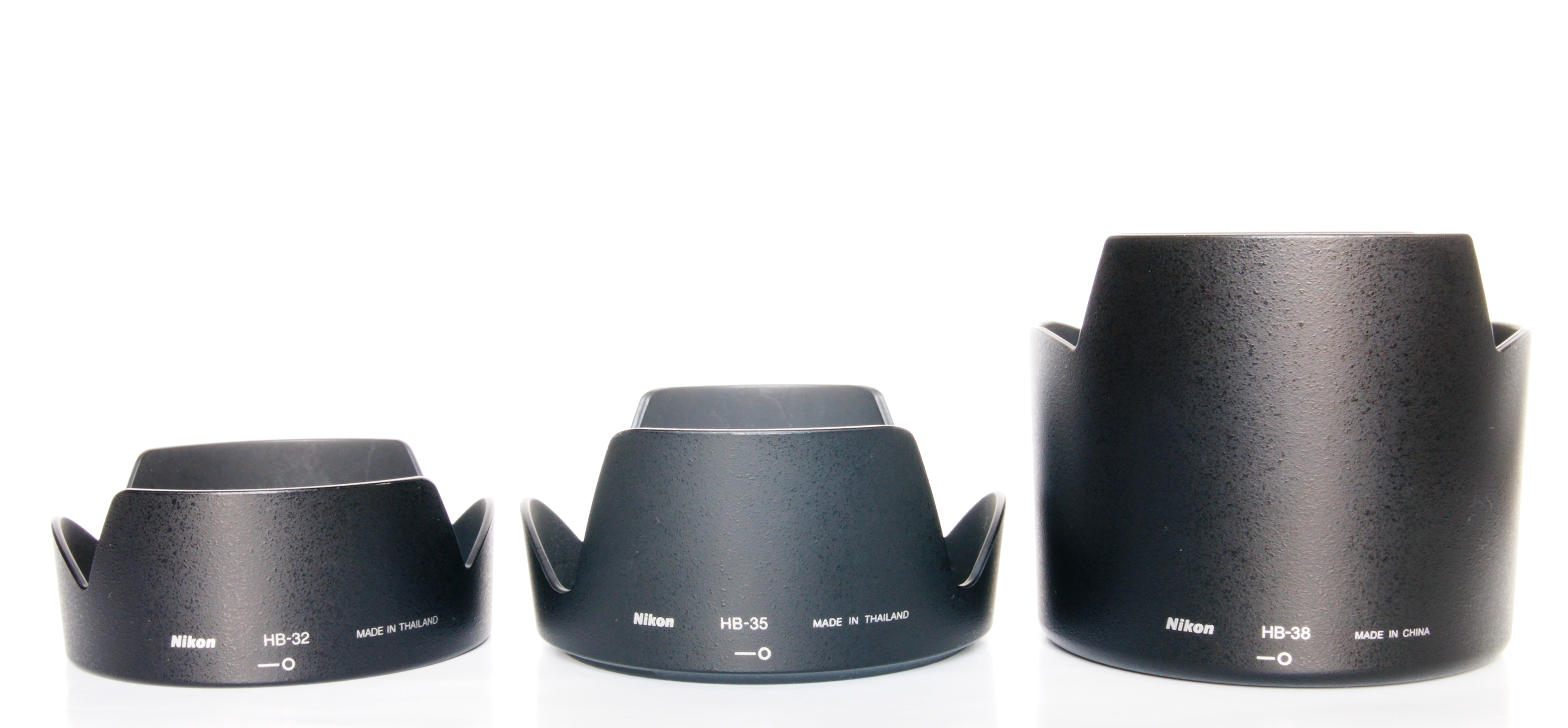
Pare-soleil Nikon.

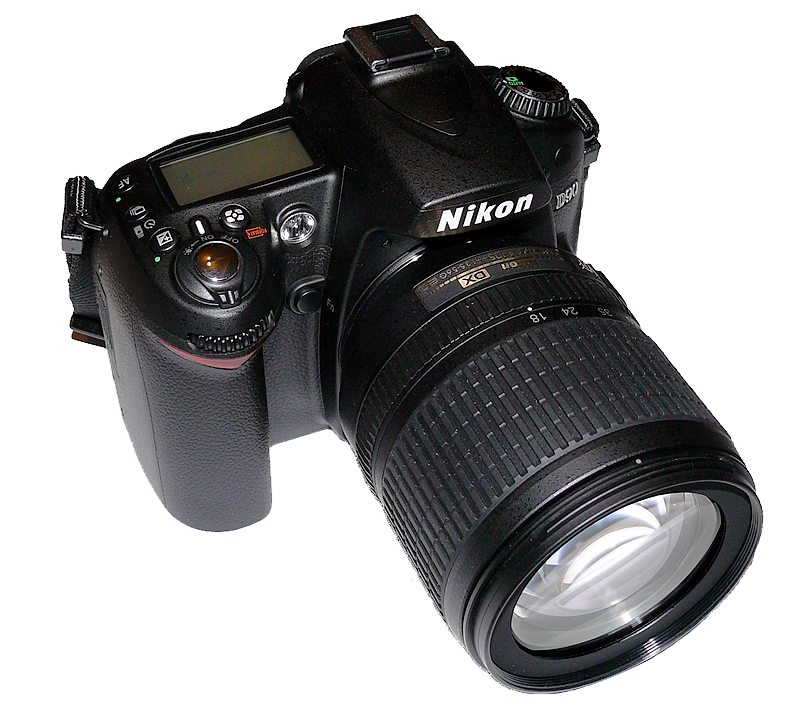
Nikon D90 avec objectif 18-105.

- Nikon SP : Appareil de prise de vue à viseur à champs multiples et télémètre à objectifs interchangeables (28 mm à 135 mm). Il est motorisable (trois images par seconde). Il ne sera dépassé qu'un quart de siècle plus tard par le Leica M6. Il a été produit de 1957 à 1964.
- Nikon F : Le premier reflex professionnel, créé sur la base du SP, il offre des viseurs interchangeables (avec ou sans cellule, TTL ou non) assurant une couverture de 100 % de l'image enregistrée et la motorisation. C'est lui qui assoira le « mythe Nikon » dans l'esprit du public avec l'aide du film Blow-Up. Il sera produit de 1959 à 1974. Chaque élément de la série F apporte son lot d'innovations : le Nikon F2 (1971 à 1980) par sa mécanique quasi horlogère, le Nikon F3 (1980 à 2005) introduisant l'automatisme d'exposition chez les professionnels (en 1983 sera proposé une variante autofocus F3-AF), le Nikon F4 (1988 à 1997) généralisant la mise au point automatique chez ces mêmes professionnels, le Nikon F5 (1996 à 2005) au système de cellule innovant (il « voit » en couleur) et le dernier-né, le Nikon F6 reste dans la tradition bien qu'il soit probablement le dernier de cette lignée.
- Nikon FA : Rejeton d'une famille à succès (Nikon FE, Nikon FM, Nikon FE2, Nikon FM2 et Nikon FM3a dont la production s'est récemment arrêtée), il invente en 1983 (arrêté en 1988), la mesure de lumière multizone et un mode priorité à la vitesse très bien conçu, mais malheureusement non proposé sur les appareils suivants. La mesure de la lumière s'effectue dans cinq zones indépendantes et l'« intelligence » de l'appareil compare ce qu'il a lu aux 25 000 cas qu'il a en mémoire. Ce système étonne par ses résultats et est largement copié dans les années qui suivent. Il ne cessera de s'affiner avec le temps. Avec cet appareil sortent les objectifs AI-S, compatibles avec le mode vitesse, qui se distinguent des objectifs AI par un ergot qui indique l'ouverture maximum et identifie les téléobjectifs de façon à adapter les modes programmes et vitesse pour les longues focales. L'obturateur est celui du FE2, en titane, qui propose pour la première fois une vitesse de synchro de 1/250s et le 1/4 000e.
- Nikon F-801 et Nikon F-801s : Appareils pour amateur éclairé. Il offrait un viseur du niveau de ce que Nikon avait réalisé de mieux (F3HP) avec un autofocus performant, une mesure matricielle issue du Nikon FA mais améliorée pour gérer les sujets excentrés, un système automatique de contrôle du flash en plein jour (fill-in) et des modes automatiques élaborés. Produit de 1988 à 1994, à l'aube de 2007, les dernières productions Nikon sont toujours mesurées à l'aune de ce modèle lui aussi devenu mythique.
- Nikon F90 et Nikon F90x : Successeur du 801, le F90 est doté d'un autofocus plus rapide et d'un contrôle d'exposition intégrant la distance du sujet pour les prises de photo au flash (avec objectif AF-D). Le F90x est une version ou l'autofocus a encore été amélioré. Produit de 1992 à 1994 pour le F90 et de 1994 à 2000 pour le F90x.
- Nikon F100 sorti en 1999, c'est un boîtier semi-professionnel dérivé du Nikon F5, qui améliore les photographies au flash en prenant en compte la distance du sujet principal (objectifs « D »).
- Nikon D1, Nikon D1h et Nikon D1X : C'est, en 1999, le premier réflex numérique professionnel industriel. Auparavant, les reflex numériques étaient des assemblages imparfaits de boîtiers (Nikon souvent) et d'électronique (Kodak par exemple). Le D1 offre une résolution de 2,7 puis 5,3 millions de pixels, une sensibilité jusqu'à 1 600 ISO (pouvant être augmentée à l’équivalent de 3 200 ou 6 400 ISO) et des vitesses d'obturation jusqu'au 1/16 000e de seconde. Il intègre tout ce que Nikon fait de mieux à l'époque (cellule du F5 par exemple).
- Nikon D2H : Boîtier pro hyper rapide pour l'époque (2003), capteur de 4 millions de pixels, très apprécié pour la presse et le sport.
- Nikon D2X : Il est doté d'un capteur de 12,4 millions de pixels. Cet appareil possède un mode appelé « crop » utilisant une partie moins étendue du capteur (6,8 millions de pixels) permettant une cadence de prise de vue plus élevée à huit images par seconde et offrant un facteur multiplicateur de focale de 2 (au lieu de 1,5).
- Nikon D100 : Appareil basé sur un boitier argentique (F80) mais doté d'un capteur numérique.
- Nikon D70, D70s et D50 : cette série d'appareils a marqué la popularisation des reflex numériques et la chute brutale du reflex 24 × 36 argentique. Six millions de pixels et des caractéristiques auparavant réservées aux appareils experts, à un prix abordable.
- Nikon D200 : Appareil expert haut de gamme à 10 millions de pixels, châssis métallique monobloc, tropicalisation et compatibilité avec les anciens objectifs sans CPU (AI et AIS).
- Nikon D80 : Sorti à la fin de 2006, il est destiné à remplacer le D70s, avec un capteur CCD Sony de 10,2 millions de pixels.
- Nikon D90 : Sorti à la fin de 2008, il est destiné à remplacer le D80, avec un capteur CMOS Sony de 12,3 millions de pixels effectifs, et l'ajout de la possibilité d'enregistrer de la vidéo au format 720p.
- Nikon D40 : Sorti à la fin de 2006, est équipé d’un capteur d’image DTC haute définition au format Nikon DX de 6,1 millions de pixels effectifs. Pour la première fois chez Nikon pour un reflex autofocus, il est dépourvu de motorisation : l'autofocus n'est donc possible qu'avec les objectifs à motorisation interne (AF-S et AF-I chez Nikon, HSM chez Sigma Corporation). Les autres objectifs fonctionnent toujours parfaitement, mais leur mise au point devient manuelle sur ce boîtier. Une version améliorée, le D40x, disposant du capteur Sony CCD de 10,2 millions de pixels (le même que les D80 et D200) est sortie en avril 2007.
- Nikon D60 : Sorti en février 2008, destiné à remplacer la série des D40
- Nikon D3 : Sorti en novembre 2007. Capteur CMOS à 12,3 millions de pixels, 51 collimateurs dont quinze en croix. C'est le premier appareil numérique Nikon à posséder un capteur 24 × 36 mm (capteur Nikon FX, 1x) et une sensibilité (record) de 25 600 ISO.
- Nikon D3X : Fut présenté par Nikon en février 2009. Il s'agit de la version haute définition (24,5 mégapixel au lieu de 12) du modèle « ultra » professionnel D3.
- Nikon D300 : Capteur au format Nikon DX (23,6 × 15,8 mm, 1,5x. Il est destiné à remplacer le D200.
- Nikon D700 : En vente depuis début juillet 2008, reprend le capteur Nikon FX du D3 dans un boitier typé expert proche du D300 en encombrement.
- Nikon D3s : Premier boitier numérique à franchir la barre des 100 000 ISO (102 400 ISO).
- Nikon D5000 : Sorti en 2009, reprend quelques caractéristiques du D90, avec video HD.
- Nikon D3100 : Sorti en septembre 2010, remplaçant du D3000 avec un capteur de 14,2 mégapixels et un enregistrement vidéo Full-HD autofocus.
- Nikon D3200 : Remplaçant du D3100, il offre un capteur de 24,2 millions de pixels.
- Nikon D7000 : Annoncé le 15 septembre 2010, remplaçant du D90, il est pourvu d'un capteur d'image de 16,2 mégapixels, d'un capteur RVB de 2 016 photosites, ainsi que d'un système autofocus 39 points.
- Nikon D5100 : Présenté le 5 avril 2011, remplace le D5000, en offrant des caractéristiques sensiblement supérieures en réutilisant le capteur du D7000 et en permettant l'enregistrement de vidéo HD 1080p.
- Nikon D4 : Sorti en janvier 2012, ce boitier numérique, aux performances encore plus poussées en matière de gestion de la lumière et également un mode rafale approchant les 11 images par seconde.
- Nikon D800 : Présenté le 7 février 2012, pourvu d'un capteur FX (« full-frame » 24 × 36) de 36 mégapixels, il ne remplace pas le D700, qui reste au catalogue. Une autre version, le D800E apportera une netteté d'image encore meilleure en raison de la suppression du filtre anticrénelage du D800[15].
- Nikon D600, Nikon D610 : capteur au format FX de 24,3 mégapixels. Le D610 est une évolution mineure du D600, dont le but est principalement de traiter un problème de conception détecté après la mise en vente du D600 et qui avait pour conséquence de déposer des poussières sur le capteur.
- Nikon D810 : capteur au format FX de 36,3 mégapixels. Une variante D810a est développée pour la photo d'astronomie, qui ne filtre pas la partie infra-rouge du spectre lumineux (quatre fois plus réceptif à la raie spectrale Hα, à la longueur d'onde d'environ 656 nanomètres, que le D810 selon le site Nikon France).
- Nikon D750 : capteur au format FX de 24,3 mégapixels.
- Nikon D500 : annoncé en 2016, cet appareil utilise un capteur au format DX.
- Nikon D850 : annoncé par Nikon le 24 août 2017, il remplace le D810 et présente un capteur de 45,7 Mpx.

### Les objectifs remarquables

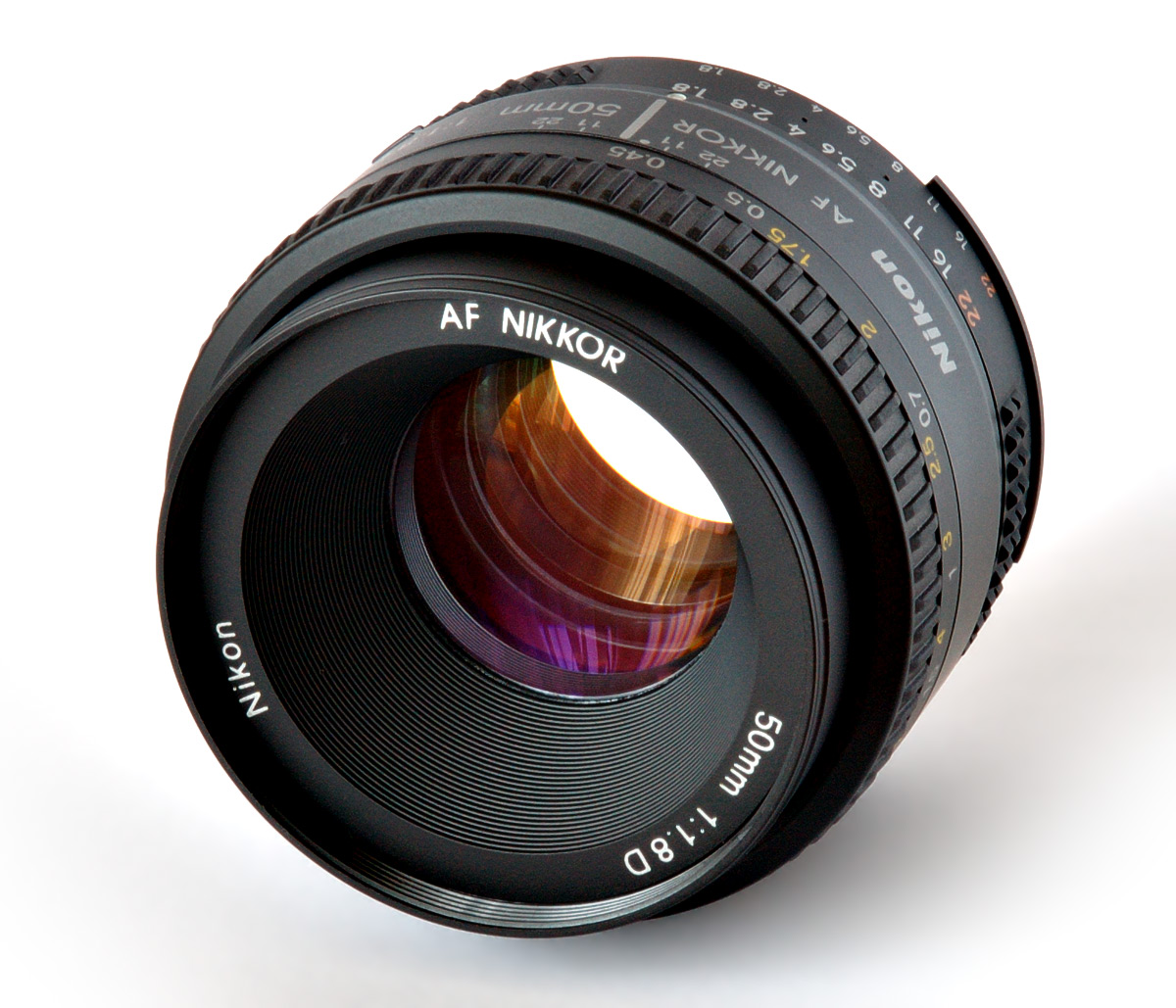
Objectif Nikkor 50 mm.

Voici quelques-uns des objectifs qui ont marqué leur temps :
- Zoom 85-250 mm f/4-4,5 / : c'est le premier télézoom photo commercialisé (1959) qui servira longtemps d'étalon à la concurrence (la marque allemande Voigtländer a commercialisé la même année le premier zoom, le 36-82/2.8 Zoomar, conçu par le Dr Frank G. Back[16]).
- 3,5/55 mm Micro-Nikkor : un objectif macro qui surpasse en qualité tout ce qui existe alors[réf. nécessaire] et qui restera très longtemps une référence (1961).
- Medical 200 mm : un objectif avec flash annulaire incorporé (Medical-Nikkor).
- 7,5 mm Fish-Eye : Nikon sort en 1963 le premier objectif fisheye.

Et une pléthore de télé-objectifs, tels le Ai 600 mm f/4 IF-ED (1977) puis les Ai-S 300 mm f/2 IF-ED (1983), Ai-S 400 mm f/2,8 IF-ED (1985), Ai-S 800 mm f/5,6 IF-ED (1986). Les plus extrêmes sont d'une part le fish-eye 6 mm f/2,8 couvrant 220° (23,6 cm de diamètre, 5,2 kg), de l'autre le plus puissant télé : 2 000 mm f/11 (59,8 cm, 17,5 kg), celui-ci étant de type catadioptrique (= à miroir, comme les télescopes), ou encore le zoom Ai-P 1 200-1 700 mm f/5,6-8 IF-ED (1988) (88 cm, 16 kg).
Depuis le lancement de la marque, la monture des objectifs n'a pas changé physiquement. Des évolutions ont eu lieu : la plus importante a été le passage à la version « AI » (1977) qui transmet directement à la cellule la valeur de l'ouverture maximum de l'objectif. Les anciens objectifs pouvaient être modifiés. Le Nikon F4 (1988-1997) est le dernier reflex Nikon qui permet d'exploiter totalement et automatiquement les vieux objectifs (de type non Ai), provoquant frustration et reproches de la part des clients…
Nikon a proposé la modification en atelier des objectifs F (appelés aussi « non Ai ») pour les mettre à la norme Ai en procédant au remplacement de la bague de diaphragme. Cette modification n'est plus proposée par Nikon aujourd'hui faute de pièces disponibles. On peut néanmoins transformer un objectif en « modifié Ai » par limage, mais cette opération fait perdre toute valeur « collection » (et marchande en grande partie) à l'exemplaire modifié de cette façon. À l'époque de sa commercialisation, le F5 pouvait être équipé (sur commande spéciale uniquement) d'une monture d'objectif équipée du même ergot relevable que celui qui était présent sur le F4, afin d'être compatible avec les objectifs F non modifiés.
Depuis la sortie du F-401, la cellule des boîtiers de gamme amateur n'est plus compatible avec les objectifs non dotés d'une puce (c'est-à-dire les transformés Ai, Ai et Ais). Ils sont compatibles mécaniquement, mais ne sont utilisables qu'en mode manuel sans mesure de lumière ni aucun automatisme. Pas de problème en revanche avec les modèles pros et semi-pros (F90, F100, F5, F6…). En argentique, seuls le F4 et le FA permettaient la mesure multizones avec les Ai/Ais, les F-801/F90/F100/F5 devant se contenter de la mesure spot + centrale pondérée. Les boîtiers de la série D1 étaient soumis à la même restriction. Puis, en 2003, la mesure multizones pour les Ai/Ais a fait son grand retour sur le D2h : elle sera reprise sur le F6 sorti peu après puis sur les D200/D2x/D3/D300/D700. Le D200 a été le premier réflex numérique accessible permettant d'utiliser des objectifs Ai/Ais en bénéficiant des automatismes (modes PSAM avec mesure de lumière et mesure TTL au flash).

### Scanners de film / Scanners de diapositive

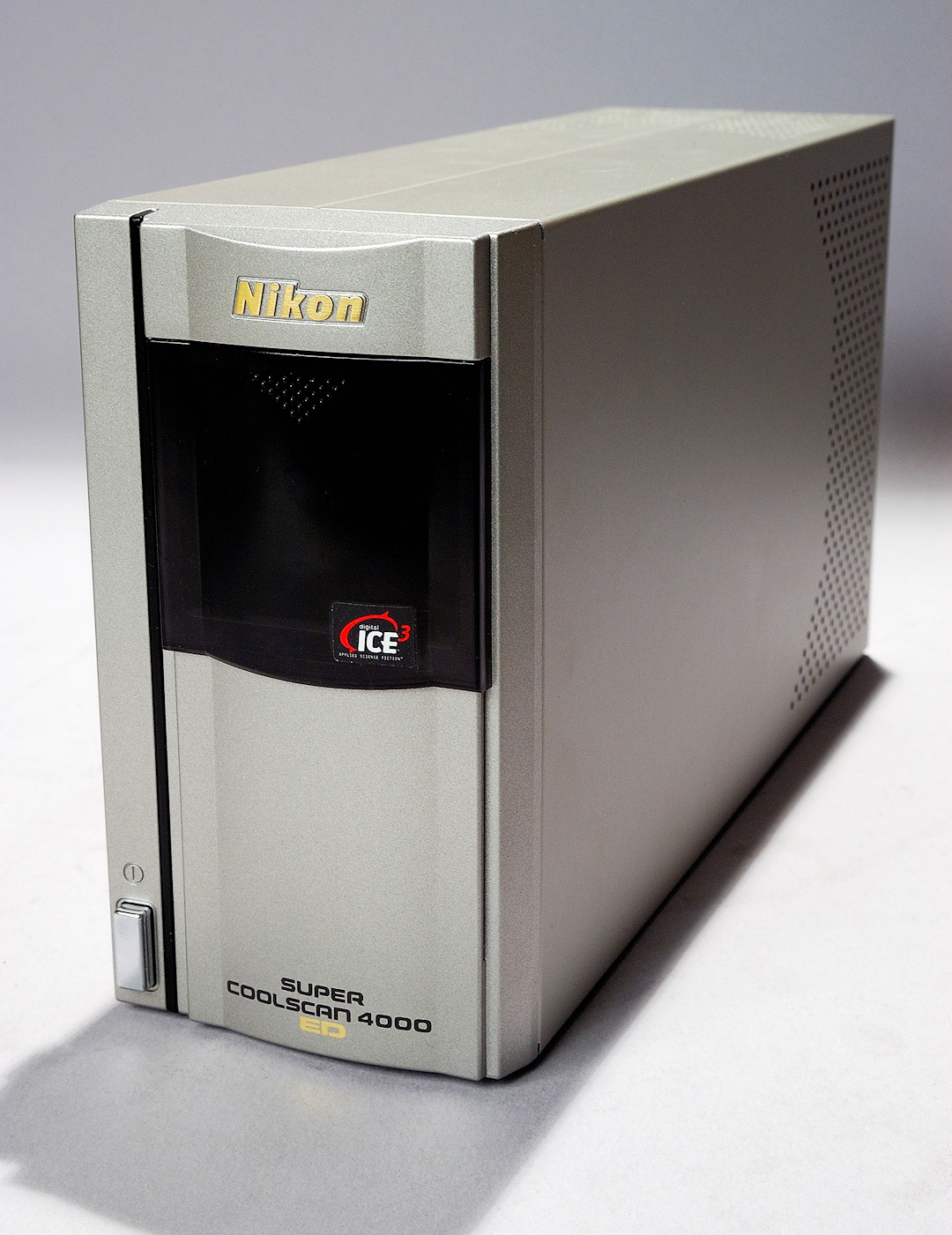
Scanner Nikon Coolscan LS-4000ED.

En plus de ses activités sur le marché des appareils photos numériques, Nikon produit des scanners de film et de diapositive de haute qualité, commercialisés sous le nom de Coolscan. Nikon a présenté en 1988 le premier scanner (Coolscan LS-3500) d’une définition maximale de 4 096 × 6 144 pixels. Il était encore équipé d’une lampe halogène qui a été par la suite remplacée par des LED. La résolution des premiers modèles suivants n'a pas été augmentée, tandis que la qualité de numérisation, la vitesse et la profondeur de couleur ont été améliorées. Les modèles haut de gamme comme le Coolscan LS-4000 ED ou le Coolscan LS-5000 ED, peuvent recevoir, en option, des accessoires (chargeur de diapositives ou dérouleur de film en bande) dédiés à l'archivage de gros volumes de photos. Il était alors possible de numériser automatiquement et successivement 50 diapositives montées ou 40 images sur une pellicule en bande. Une seule numérisation, avec les options de base, ne durait plus que 20 secondes à résolution maximale. En 2004, a été présenté le Coolscan 9000 ED, qui offre une particularité spécifique : il reste toujours le seul scanner disponible sur le marché qui permet d'éliminer efficacement, sans logiciel additionnel, les poussières et les rayures sur les films Kodachrome[réf. nécessaire] au moyen d'une variante spéciale de la technologie ICE. Le logiciel de numérisation SilverFast de LaserSoft Imaging offre depuis fin 2008 une méthode semblable (isRD) qui permet d'affranchir toutes les diapos Kodachrome de scanner de film Nikon des poussières et des rayures.
Fin 2007, Nikon a annoncé l’arrêt de la prise en charge de son logiciel Nikon Scan. Ce logiciel ou les pilotes indispensables n'existent plus pour les systèmes d'exploitation récents, tant sur Macintosh que sur PC. On doit donc faire appel à des logiciels indépendants comme SilverFast de LaserSoft Imaging ou VueScan.
Entre 1994 et 1996, Nikon a lancé sous le nom de Scantouch trois modèles de scanner à plat qui n’ont pas réussi à s’imposer vis-à-vis de la concurrence.

## Actionnaires
Liste des principaux actionnaires de l'entreprise au 18 avril 2022 :
| Actionnaire                             | %      |
| --------------------------------------- | ------ |
| Nomura Asset Management                 | 6,20 % |
| Meiji Yasuda Life Insurance             | 5,16 % |
| Sumitomo Mitsui Trust Asset Management  | 3,40 % |
| Nikon Corporation (autodétention)       | 2,79 % |
| Nikko Asset Management                  | 2,62 % |
| Daiwa Asset Management                  | 2,51 % |
| The Vanguard Group                      | 2,21 % |
| William Blair Investment Management     | 2,20 % |
| Mitsubishi UFJ Financial Group          | 1,85 % |
| Mitsubishi UFJ Kokusai Asset Management | 1,72 % |

## Sites de production
En décembre 2020, Nikon annonce vouloir arrêter de produire des appareils photos d'ici fin 2021 dans son usine de Sendai au Japon. La production doit être transférée en Thaïlande.
En 2021, Nikon annonce la fermeture de deux de ses usines japonaises situées à Aizu et Nagai. Ces usines sont spécialisées dans la fabrication d'objectifs.

## Mécénat
- Nikon sponsorise chaque année le Prix Ina Nobuo
- Nikon a sponsorisé en 2009 les championnats du monde de natation de Rome